# Викторов, Сергей Николаевич
Сергей Николаевич Викторов (28 сентября [11 октября] 1911, Базарный Сызган, Симбирская губерния — 24 мая 1941, Урумчи, Синьцзян) — советский лётчик-испытатель, майор.

## Биография
Родился 28 сентября (11 октября) 1911 года в посёлке Базарный Сызган, ныне Ульяновской области.
В 1928 году окончил семь классов средней школы и до 1931 года работал кондуктором товарных поездов на железнодорожной станции. В 1932 году окончил курсы дежурных по станции в городе Сызрань. В 1932—1933 годах работал на приёмке-отправке грузов на заводе в Самаре.
С августа 1933 года Сергей Викторов служил в Красной Армии. В 1936 году окончил Энгельсскую военную авиационную школу лётчиков, продолжив службу в ВВС СССР. В 1939 году участвовал в боях на Халхин-Голе, где был командиром звена 70-го истребительного авиационного полка. В 88 боевых вылетах провёл 17 воздушных боёв, сбил 2 самолёта противника лично и 11 — в группе с товарищами. Также участвовал в советско-финляндской войне 1939—1940 годов в составе 25-го истребительного авиационного полка. Был участником воздушного парада в Тушино в августе 1940 года в составе «Красной пятёрки» — первой советской пилотажной группы.
С июня 1940 года С. Н. Викторов работал лётчиком-испытателем: первоначально на авиазаводе № 153 в Новосибирске, затем на авиазаводе № 600 в городе Урумчи (Китай). Испытывал серийные самолёты И-16.
Лётчик-испытатель 3-го класса Сергей Николаевич Викторов погиб 24 мая 1941 года при выполнении испытательного полёта на самолёте И-16 № 2460096 в паре с ведомым — лётчиком И. Е. Фёдоровым (на И-16 № 2460034). Похоронен в Москве в колумбарии Новодевичьего кладбища.

## Награды
- Награждён орденами Ленина и Красного Знамени, а также монгольским орденом Сухэ-Батора.